# Поншарро
Поншарро́ (фр. Pontcharraud) — коммуна во Франции, находится в регионе Лимузен. Департамент коммуны — Крёз. Входит в состав кантона Крок. Округ коммуны — Обюссон.
Код INSEE коммуны — 23156.

## Население
Население коммуны на 2010 год составляло 79 человек.
| 1962 | 1968 | 1975 | 1982 | 1990 | 1999 | 2010 |
| ---- | ---- | ---- | ---- | ---- | ---- | ---- |
| 185  | 156  | 137  | 146  | 127  | 97   | 79   |

## Экономика
В 2010 году среди 38 человек трудоспособного возраста (15—64 лет) 26 были экономически активными, 12 — неактивными (показатель активности — 68,4 %, в 1999 году было 66,7 %). Из 26 активных жителей работали 23 человека (11 мужчин и 12 женщин), безработных было 3 (2 мужчин и 1 женщина). Среди 12 неактивных 0 человек были учениками или студентами, 10 — пенсионерами, 2 были неактивными по другим причинам.